# Lanmaoa

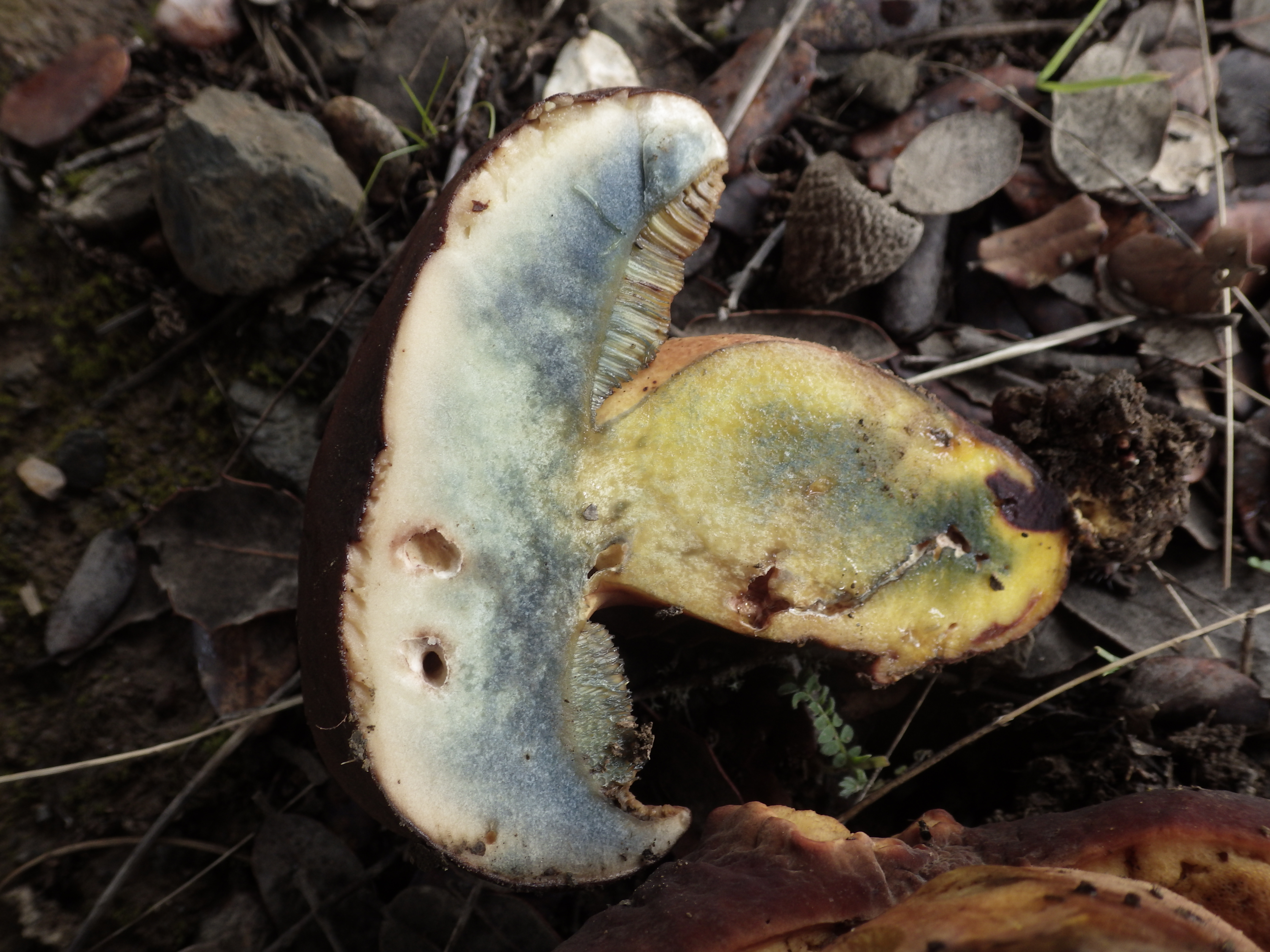
Tvärsnitt av lakritssopp som visar det tunna rörlagret och det gula, blånande, köttet.

Lanmaoa är ett släkte soppar som tillhör familjen Boletaceae. Släktet beskrevs 2015 av Gang Wu, Zhu L. Yang och Roy E. Halling och är uppkallat efter den kinesiske botanikern Lan Mao (1397-1476). Upprättandet av släktet motiveras av molekylärfylogenetiska skäl; främst analyser utförda av Gang Wu och hans kollegor som publicerades 2014. Släktet kännetecknas morfologiskt av sitt tunna rörlager som blånar vid beröring och ljusgult kött som långsamt blir blekblått i snittytor.

## Arter
- Lanmaoa angustispora[3]
- Lanmaoa asiatica[3]
- Lanmaoa carminipes[3]
- Lanmaoa flavorubra[3]
- Lakritssopp Lanmaoa fragrans[5]
- Lanmaoa pseudosensibilis[3]
- Lanmaoa roseocrispans[6]